# Virginia Zeani
Virginia Zeani (Solovăstru, 21 de octubre de 1925-Florida, 20 de marzo de 2023) fue una soprano rumana, particularmente asociada con el repertorio italiano lírico-spinto y famosa intérprete de La Traviata. Se casó con el bajo Nicola Rossi-Lemeni.

## Biografía
Nació en Solovăstru, Transilvania, Rumania bajo el nombre de Virginia Zehan. Estudió en Bucarest con Lydia Lipkovskaia y en Milán con Aureliano Pertile. 
Debutó en 1948 en Bolonia como Violetta en La Traviata, papel que cantó más de 650 representaciones durante su carrera. Cantó principalmente en Italia y posteriormente en Londres, Viena, París, Leningrado, Moscú, Filadelfia, México, Belgrado, Dublín, Houston, Zúrich, Montecarlo, la Arena de Verona, Barcelona y el Metropolitan Opera en 1966. 
Su debut en La Scala fue en 1956 como Cleopatra en Giulio Cesare de Handel, donde conoció al bajo Nicola Rossi-Lemeni con quien se casó. 
Al año siguiente participó en ese teatro milanés en el estreno mundial de Dialogues de Carmélites de Francis Poulenc en La Scala como su protagonista Blanche, de quien también cantó La voix humaine.
Sus personajes principales fueron Lucía di Lammermoor, Gilda en Rigoletto, Elvira en I Puritani, Linda di Chamonix, María de Rohan, Madama Butterfly, Thais, Manon Lescaut, Tosca, Fedora, Adriana Lecouvreur, Aída, Desdémona en Otello, Leonora, Lina en Stiffelio, Elsa en Lohengrin, Senta en Der fliegende Holländer, las cuatro heroínas de Los cuentos de Hoffmann de Offenbach, Magda Sorel en El Cónsul de Gian Carlo Menotti.
Durante su larga carrera cantó con todos los grandes tenores de varias generaciones: Beniamino Gigli, Ferruccio Tagliavini, Carlo Bergonzi, Alfredo Kraus, Luciano Pavarotti y Plácido Domingo. 
Fue famosa principalmente en los teatros de Italia. Se retiró en 1983 para enseñar en el conservatorio de Bloomington en la Universidad de Indiana. 
Al fallecer Rossi Lemeni en 1991 se retiró a West Palm Beach, Florida donde enseñó a jóvenes cantantes entre los que se cuentan Elina Garanca, Marilyn Mims, Susan Patterson, Sylvia McNair, Elizabeth Futral, Vivica Genaux, Angela Brown, Mark Nicolson, Leah Partridge y Heidi Klassen. Virginia Zeani, una soprano rumana con una voz brillante y poderosa y una apariencia llamativa que superó la pobreza infantil y los peligros de la guerra para convertirse en un elemento fijo en el escenario de la ópera. Los principales tenores disfrutaron tocando junto a Zeani. "Una mujer dotada de belleza tanto física como vocal, era además una actriz muy talentosa", escribió una vez Plácido Domingo. El director de orquesta Richard Bonynge la clasificó entre las cuatro mejores sopranos del siglo XX. Sin embargo, Virginia Zeani (pronunciado zay-AH-nee) no logró ganar el seguimiento masivo y adulación de Maria Callas y otras divas contemporáneas, como Joan Sutherland y Montserrat Caballé, durante sus 34 años de apariciones en la ópera, y casi fue olvidada en su retiro a pesar de una ilustre carrera como profesora de canto. Su insistencia en permanecer cerca de su familia en Roma le impidió aventurarse más a menudo fuera de Europa, lo que limitó su carrera en los Estados Unidos. Una vez incluso rechazó un contrato de la Opera Metropolitana de Nueva York. Zeani admitió que había hecho poco para hacer grabaciones que le hubieran acercado a una audiencia más amplia. "El ascenso del publicista y el trabajo que hacen las compañías discográficas para vender a sus artistas es cómo se hacen las estrellas hoy en día", dijo en "Virginia Zeani: My Memories of an Operatic Golden Age" del año 2004, escrita con Roger de Beaumont y Witi Ihimaera. Solo en los últimos años las grabaciones de sus actuaciones están ampliamente disponibles. Virginia Zeani era conocida por su versatilidad. Si bien prácticamente se adueñó del papel de "Violetta" de Giuseppe Verdi, interpretándolo 648 veces, también fue mucho más allá de Verdi, cantando 69 papeles en óperas de Gioachino Rossini, Gaetano Donizetti, Giacomo Puccini y Richard Wagner, entre otros. Los compositores contemporáneos la buscaban para los estrenos de sus óperas. Fue disciplinada en la adopción de nuevos roles adecuados a su voz, ya que cambió de coloratura en sus 20 años a Soprano lírica en sus 30 y luego a lírico-spinto después de sus 40, combinando cualidades de roles líricos más ligeros y aspectos dramáticos más pesados con una capacidad para alcanzar clímax dramáticos en notas altas sin tensión. "Cuando una puerta se cierra, otra se abre", dijo sobre su evolución vocal. Cambió su apellido cuando tenía poco más de 20 años cuando emigró a Milán después de que le dijeron que "Zeani" sería más fácil de pronunciar para los italianos. Sus padres, Dumitru y Vesselina Zehan, eran dueños de una granja humilde y se mudaron a Bucarest, la capital rumana, en busca de mejores ingresos cuando Virginia tenía 8 años. Cuando tenía 9 años, un primo la invitó a su primera ópera: Madama Butterfly de Giacomo Puccini, en Bucarest. Estaba tan enamorada que les prometió a sus padres que se convertiría en cantante de ópera. Se inscribió en el coro de su escuela y, con la ayuda de un benefactor, tomó lecciones de canto cuando era adolescente con Lucia Anghel, una ex Mezzosoprano que le dijo a Virginia que ella también lo era. Durante la Segunda Guerra Mundial, Bucarest sufrió el bombardeo y la ocupación de la Alemania nazi, quienes encarcelaron y ejecutaron a algunos de los amigos cercanos de Virginia y sus familiares. Ella misma escapó por poco de una violación y asesinato saltando desde una ventana trasera cuando los soldados invadieron la casa de su familia. Un golpe de suerte durante la guerra fue que Lydia Lipkowska, una famosa Soprano ucraniana, que se quedó varada en Bucarest, la aceptó como estudiante. Lydia Lipkowska convenció a Virginia de que era soprano. Con Lydia trabajó durante tres meses. Se fue a Italia en 1947 y continuó sus estudios vocales en Milán, donde se unió a una abundante cosecha de futuras estrellas de la ópera, entre ellas Renata Tebaldi, Giuseppe Di Stefano y Franco Corelli.  El 16 de mayo de 1948 a la edad de 22 años, Zeani hizo su debut en el Teatro Duse de Bolonia como Violetta en La traviata de Giuseppe Verdi, cuando Margherita Carosio, la soprano programada, cayó enferma. Para conseguir el papel, Zeani le mintió al empresario de ópera local, afirmando que ya había cantado Violetta antes. Luego confeccionó su propio vestido para el papel con tela de cortina comprada en un mercado callejero. Agregó a Vincenzo Bellini a su repertorio cuando reemplazó a Maria Callas en el papel de Elvira en "I Puritani" en Florencia en 1952. Fue durante esa actuación que conoció a su futuro esposo, el bajo italiano Nicola Rossi-Lemeni, quien interpretó el papel del tío de Elvira, Giorgio Valton. Se casaron en 1957 y tuvieron un hijo, Alessandro. Su esposo Nicola Rossi-Lemeni murió en 1991. Uno de los aspectos más destacados de la carrera de Virginia Zeani fue cantar el papel principal de Blanche en el estreno de "Diálogos de los carmelitas" de Francis Poulenc en La Scala en 1957. Francis Poulenc eligió a Zeani después de escucharla cantar en "La Traviata" en París, Francia, el año previo, y la obra sería reconocida como una de las grandes óperas del siglo XX. Otro de los sellos distintivos de Virginia Zeani fue su durabilidad, en su carrera solo cancelo dos funciones. En 1966, a los 41 años, Zeani hizo su tardío debut en el Metropolitan Opera House como Violeta y dio una actuación más unos días después. El 25 de junio de 1968, en el Metropolitan Opera House, interpretó a Desdémona en una producción de "Otelo" de Gioachino Rossini, una obra mucho menos conocida que la obra maestra de Giuseppe Verdi compuesta 70 años después, presentada por la Opera de Roma. Virginia Zeani continuó enseñando allí hasta 2004, cuando se retiró a West Palm Beach. Fue considerada una de las principales maestras de canto del país.

## Discografía selecta
- Verdi - La Traviata (Questa 1956/Raimondi, Savarese)

- Pizzetti - Assassinio nella Cattedrale (Pizzetti 1958/Rossi-Lemeni, Rota, Montarsolo)

- Rossini - Otello (Previtali 1960/Lazzari, Baratti, Handt, Reynolds)

- Mascagni - Il Piccolo Marat (De Fabritiis 1961/Rossi-Lemeni, Borsò, Betner)

- Mascagni - Il Piccolo Marat (Ziino 1962/Rossi-Lemeni, Gismondo, Bazzani)

- Massenet - Werther (Votto 1971/Kraus, Trimarchi, Mariconda, Basiola)

- Mercadante - Elisa e Claudio (Rapalo 1971/Lazzari, Fioroni, Trama, Trimarchi, Corboni)

- Puccini - Tosca (Trailescu 1977/Fanateanu, Herlea)

- Donizetti - Maria di Rohan (Previtali 1962/Rota, Tei, Zanasi)

- Rossini - Zelmira (Franci 1965/Limarilli, Washington, Rota)

- Verdi - Alzira (Capuana 1967/MacNeil, Cava, Cecchele)

- Verdi - La Traviata (Bobescu 1968/Buzea, Herlea)

- Verdi - Aida (Previtali 1969/Cecchele, Bumbry, Ghiuselev)